# Barad-dûr

Kresba Barad-dûr

Barad-dûr (sindarsky Temná věž, v černé řeči též Lugbúrz) je pevnost Temného pána Saurona v Mordoru ve fantasy příbězích J. R. R. Tolkiena o Středozemi. Od pádu Angbandu byla nejvyšší věží ve Středozemi. Byla dvakrát zničena, na konci Druhého a po svém opětovném postavení i na konci Třetího věku. Byla to skoro nedobytná pevnost, ve které se ve Třetím věku schoval Sauron na samotném vrcholu. V Barad-dûr měl Sauron i tisíce skřetů, zlobrů, šelem a ustájení pro nosiče Nazgúlů. Zničit temnou věž přímým útokem bez zničení prstenu je téměř nemožné vzhledem k odolnosti a velikosti věže.

## Dějiny
Věž Barad-dûr postavil Sauron, Temný pán Mordoru s pomocí moci Vládnoucího prstenu během Druhého věku. Stavba věže trvala do dokončení šest století.
Barad-dûr byla po bitvě na Dagorladu obležena vojsky Posledního spojenectví, vedenými Elendilem a Gil-galadem.
Během obléhání padl Anárion, syn Elendilův a bratr Isildura.
Barad-dûr byla zbořena po Sauronově porážce, když Isildur uťal Vládnoucí prsten ze Sauronovy ruky, avšak základy pevnosti byly vytvořeny mocí Prstenu a nemohly být zničeny, dokud trval. Proto také byla věž znovu postavena po návratu Saurona do Mordoru o několik tisíc let později.
Na konci Třetího věku z vrcholu věže pátralo Oko Sauronovo po Prstenu moci. Poté, co byl Prsten zničen v Hoře osudu, se věž zřítila.